# ☆the starry sky☆
☆the starry sky☆ es el cuarto sencillo de la banda japonesa HΛLNA, lanzado al mercado el día 23 de mayo del año 2001 bajo el sello avex trax.

## Detalles
Este es quizás el tema más popular de la banda, principalmente popular entre fanáticos del anime llamado Kidou Tenshi ANGELIC LAYER (機動天使エンジェリックレイヤー), donde esta canción fue utilizada como tema ending. También fue utilizada como tema ending dentro del programa de televisión ASAYAN y en comerciales para los productos Zark de la empresa Bourbon.

## Canciones
1. ☆the starry sky☆
2. justice
3. ☆the starry sky☆ (D-Z AIR RAID MIX:D-Z)
4. justice (O-R’s ANOTHER WORLD-MIX)
5. justice (Hλl’s MIX 2001)
6. ☆the starry sky☆ (TV MIX)
7. justice (TV MIX)

- Datos: Q11256211